# Ventanas (kanton)
Ventanas – kanton w prowincji Los Ríos, w Ekwadorze. Stolicą kantonu jest Ventanas.